# Campionato francese di rugby a 15 1894-1895
Il Campionato francese di rugby a 15 1894-1895 fu la quarta edizione del Campionato francese di rugby a 15 e fu vinto dallo Stade français che superò l'Olympique Paris in finale.
Il campionato fu disputato da quattro club parigini: Stade français, Racing, Cosmopolitan Club e Olympique. Le prime due classificate del girone disputarono la finale.

## Finale
| Arbitro: | M. Duchamps |

| |            | |
| mete: Gosset, Bouisson Giroux, Garcet de Vauresmont trasf. Garcet de Vauresmont tenuto in meta: Bouisson                                                                                        | Marcatori  | |
| Da Silva Paranhos delio Branco, A. de Ioannis, Giroux, Bouisson, Gosset, G. Hadley, Vernazza, L. Dedet (cap), P. Garcet de Vauresmont, Trupel, Marcus, H. Mamelle, J. Olivier, Dumaine, Bernard | Formazioni | Olympique : H. Moitessier, Bideleux, Foster, Gautier, Siegfried, J. Thorndike, Yvan, Potter (cap), Henriquez de Zubiera, A. Sienkiewicz, A. de Martel de Janville, Blin, Charcot, C. d'Este, Rouard |